# Toante (tauro)

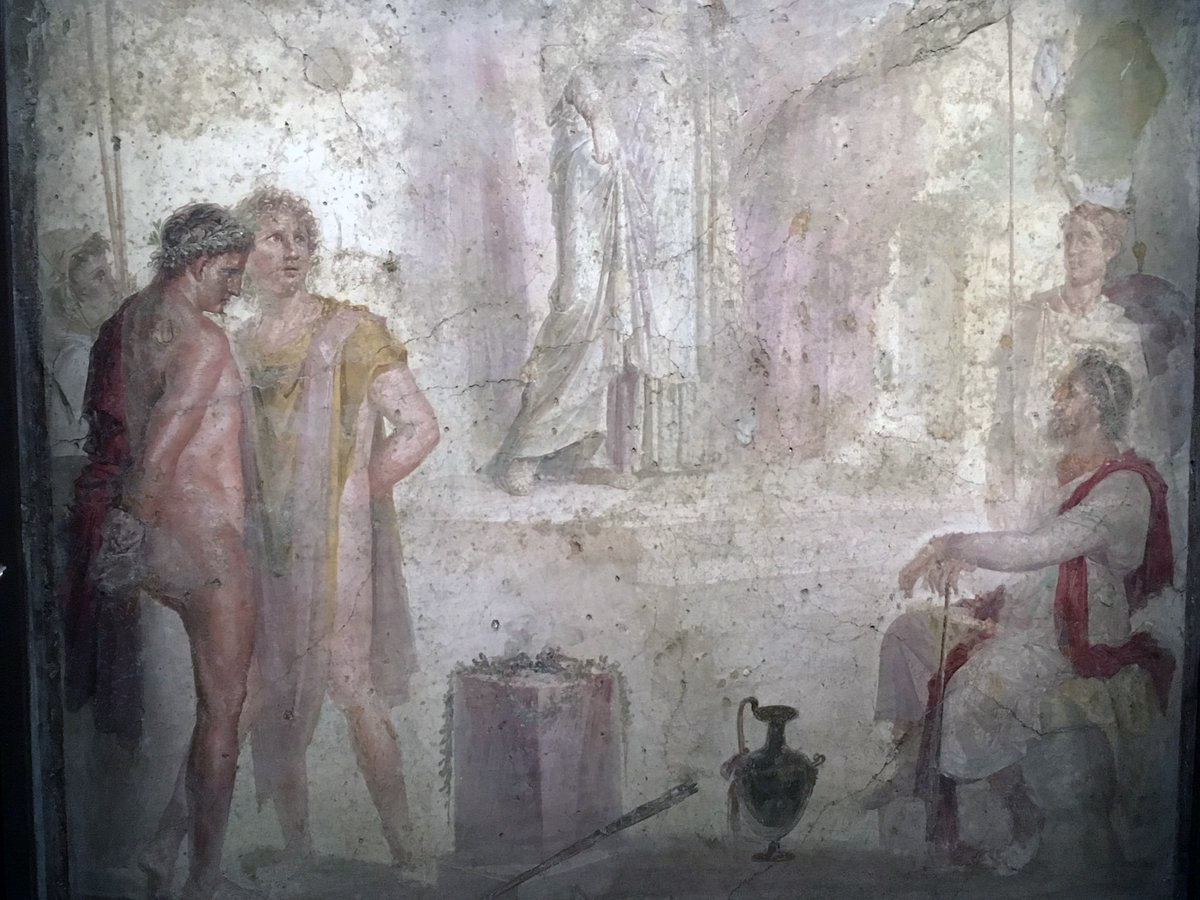
Orestes y Pílades entre los taurinos, donde Ifigenia es sacerdotisa

En la mitología griega, Toante era un rey de los tauros, hijo de Borístenes.
Cuando Orestes y Pílades llegaron a Táuride con la intención de llevarse de allí la estatua de Artemisa, fueron detenidos y Toante decidió que fueran sacrificados en el templo de Artemisa. Sin embargo, Ifigenia, que era hermana de Orestes y sacerdotisa del templo, consiguió salvarlos.
Más tarde, Toante fue muerto por Crises, hijo de Criseida, que inicialmente había querido devolver a Orestes y Pílades a poder de Toante, pero posteriormente su abuelo le hizo saber que también era hermano de Orestes.